# دار العسلوجي (دار العسلوجي)
دار العسلوجي هي إحدى مشيخات المملكة المغربية، تتبع جغرافيا لإقليم سيدي قاسم وإداريًا لدار العسلوجي. يقدر عدد سكانها بـ 7088 نسمة حسب الإحصاء الرسمي للسكان والسكنى لسنة 2004.